# Donautiefebene (Bulgarien)

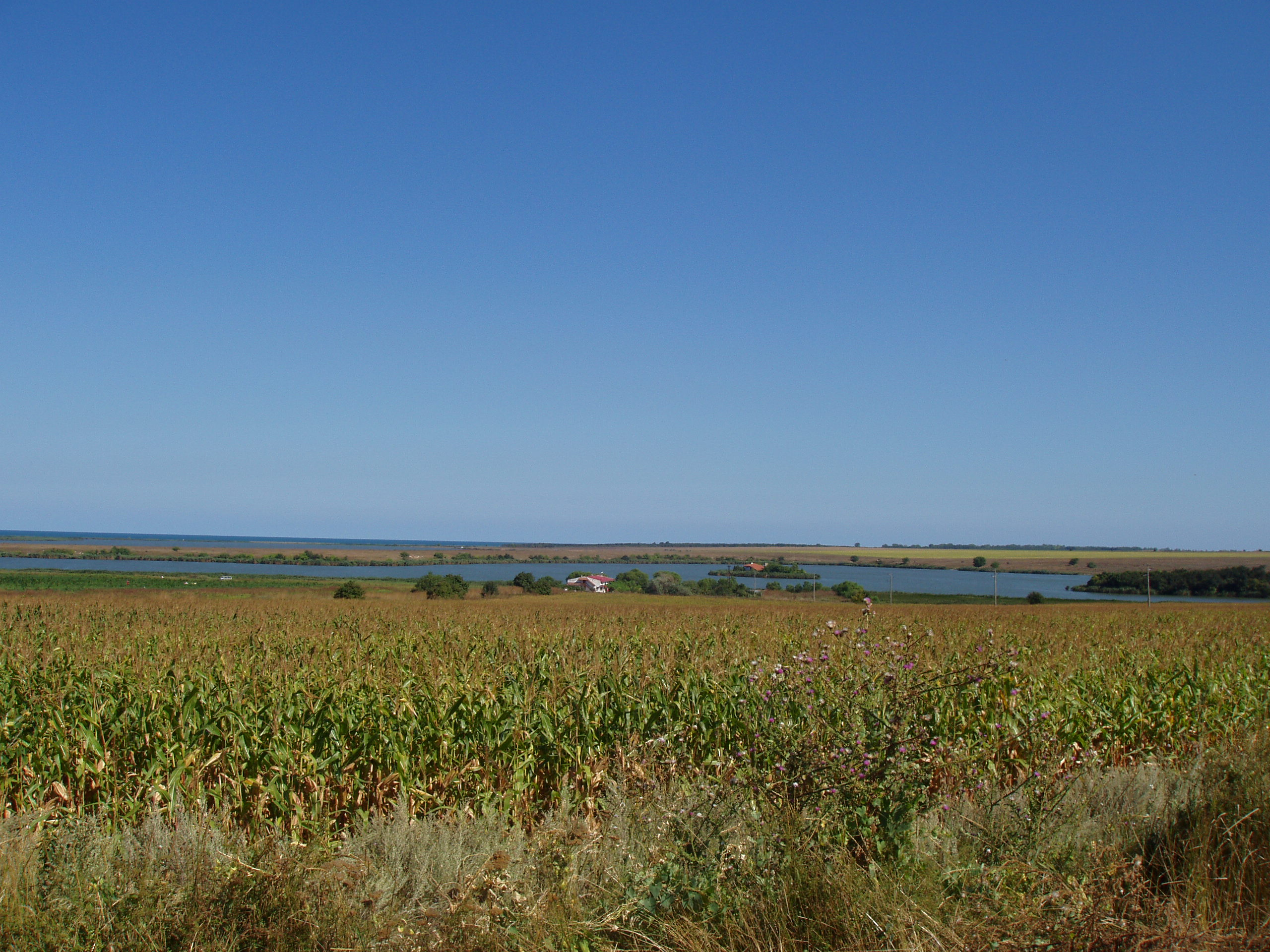
Die Donautiefebene im Osten

Die nordbulgarische physisch-geographische Region Donautiefebene (bulgarisch Дунавска равнина/Dunawska Rawnina) bildet zusammen mit dem etwas höheren und älteren Nordbulgarischen (Moesischen) Hochland nördlich des Balkangebirges die Nordbulgarische Platte, die eine der vier wesentlichen Landschaftszonen Bulgariens und Teil einer ausgedehnten Tiefebene in Südosteuropa, am unteren Flusslauf der Donau. Nördlich der Donau wird die Donautiefebene als Walachische Tiefebene bezeichnet und hat eine große Ausdehnung.
Die Nordbulgarische Platte nimmt 28 % Prozent des gesamten Territoriums von Bulgarien ein.

## Lage und Unterteilung
Während die bulgarische Donautiefebene im Norden durch die Donau, im Westen durch den Fluss Timok und im Osten durch das Schwarze Meer klar abgegrenzt ist, ist sie im Süden durch die Vorläufer des Balkangebirges, den sogenannten Vorbalkan, mit seinen zahlreichen Schluchten und Tälern schwer zu definieren. Im Süden verläuft die ungefähre Grenze an den nördlichen Ausläufern der folgenden Gebirge und Erhebungen: Wruschka Tschuka, Weneza, Schiroka Planina, Dewetaschko Plato, Tarnowo-Erhebung, Preslav Planina sowie nördlich des Tals des Flusses Kamtschija. In diesen Grenzen nimmt die Donautiefebene eine Fläche von 31.500 km² ein, mit einer Länge von 500 km und einer Breite von 20–25 km in westlichen und bis zu 120 km im östlichen Teil.
Die Nordbulgarische Platte gliedert sich in drei Teile:
- Westlicher Teil, zwischen den Flüssen Timok und Wit
- Mittlerer Teil, zwischen den Flüssen Wit und Jantra
- Östlicher Teil, zwischen den Fluss Jantra und dem Schwarzen Meer